# Preselection
Mit Preselection oder auch Carrier Preselection oder Betreibervorauswahl bezeichnet man in der Telekommunikation die Voreinstellung eines Telefonanschlusses auf eine bevorzugte Telefongesellschaft für den Aufbau von abgehenden Telefongesprächen. Formal spricht man auch von der dauerhaften Voreinstellung eines Verbindungsnetzbetreibers an Telefonanschlüssen etablierter Netzbetreiber.
Zweck dieser Voreinstellung ist der erleichterte feste Anbieterwechsel zu alternativen Telefonanbietern, ohne ständig wie beim sogenannten Call-by-Call vor jeder zu wählenden Teilnehmerrufnummer eine Verbindungsnetzbetreiberkennzahl (vulgo: Sparvorwahl) manuell vorwählen zu müssen. Bei der Preselection sorgt Technik des Telefonanschlussbetreibers bei jedem vom Preselection-Telefonanschluss aus getätigten Anruf einer Teilnehmerrufnummer dafür, dass die Verbindung über das Netz des voreingestellten alternativen Anbieters geleitet wird. 
Im Gegensatz zum Anschlusswechsel zu alternativen Direktanschlussanbietern wird bei der Preselection der Festnetzanschluss beim etablierten Anschlussbetreiber beibehalten.

## Call-by-Call weiter möglich
Bei Bedarf kann bei bestehender Preselection grundsätzlich weiterhin fallweise über andere Anbieter mittels Call-by-Call telefoniert werden (technisch: Override), wenn z. B. ein anderer Anbieter zu einem bestimmten Ziel oder Zeitpunkt günstiger ist; auch der Telefonanschlussbetreiber kann so mittels seiner Call-by-Call-Vorwahl genutzt werden. Der Preselection-Anbieter kann dies weder technisch noch telekommunikationsrechtlich unterbinden.

## Keine Auswirkung auf den Telefonanschluss, Grundgebühr, Sonderrufnummern und ankommende Anrufe
Preselection betrifft – wie auch Call-by-Call – ausschließlich vom Preselection-Telefonanschluss aus angewählte abgehende Verbindungen, ausgenommen Sonderrufnummern, für die kein Carrier Selection-Routing vorgesehen ist (in Deutschland seit Inkrafttreten der Carrier Selection Phase II im Juli 2000 beispielsweise 0180, 0700, (0)0800, 012, 0900, 019*-Internet-Einwahlnummern). 
Eingehende Anrufe werden grundsätzlich weiter direkt über den Anschlussbetreiber geleitet. 
Voraussetzung für eine Preselection ist ein Telefonanschluss beim etablierten Anschlussbetreiber, wobei die Grundgebühren für den Anschluss genauso wie die Gebühren für die o.a. angewählten Sonderrufnummern unverändert an den etablierten Anschlussbetreiber zu entrichten sind.

## Änderung
Die Änderung der Preselection kann entweder schriftlich oder telefonisch mit einer Aufzeichnung der vertragsrelevanten Gesprächspassagen beauftragt werden. Sofern keine weiteren vertraglichen Verpflichtungen gegenüber dem Preselection-Anbieter (Grundgebühr, Mindestumsatz, Kündigungsfrist) bestehen, kann diese jederzeit wieder beim etablierten Netzbetreiber rückgängig gemacht werden.
Als Slamming wird eine illegale Praxis von Telekommunikationsunternehmen bezeichnet, die Preselection eines Kunden zu ändern, ohne dass dieser der Änderung zustimmt.

## Umschaltprozess in Deutschland
Da es der Teilnehmer in Deutschland bei der Preselection mit zwei unterschiedlichen Vertragspartnern zu tun hat (Einrichtung/Kündigung des Preselection-Tarifs durch den ausgewählten Verbindungsnetzbetreiber, technische Voreinstellung der Verbindungsnetzbetreiberkennzahl des Anbieters in der Vermittlungsstelle durch die Deutsche Telekom) und die entsprechenden Prozesse von den beiden Vertragspartnern nicht ausreichend synchronisiert werden, kommt es regelmäßig zu Missverständnissen beim Verbraucher. So wird beispielsweise die technische Voreinstellung in der Vermittlungsstelle durch eine Vertragskündigung beim Preselection-Anbieter nicht zurückgesetzt; andererseits wird durch eine bei der Telekom beauftragte Rücksetzung der technischen Preselection in der Vermittlungsstelle der Vertrag mit dem Preselectionanbieter nicht gekündigt. Bei der Beauftragung kommt es vor, dass bereits technisch über den Preselectionanbieter telefoniert wird, dieser aber den für den Anschluss geltenden Tarif noch einige Zeit weiter zu Call-by-Call-Bedingungen abrechnet; häufiger ist dagegen der Fall, dass die technische Preselection durch die Telekom erst einige Tage nach der Einrichtung des Preselection-Tarifs durch den Preselectionanbieter erfolgt.
Bei einem ISDN-Anschluss kann in der Schweiz im Gegensatz zu Deutschland jede Rufnummer auf einen anderen Anbieter voreingestellt werden.
In Deutschland unterscheidet man aus historischen Gründen die Preselection für Verbindungen im Ortsnetz (gleiche Telefonvorwahl) und die Preselection für ortsnetzübergreifende Verbindungen (Verbindungen zu Festnetznummern mit abweichender Telefonvorwahl, Mobilfunknummern und Auslandszielen), wobei für beide Preselection-Varianten unterschiedliche Anbieter möglich sind, sofern dies von den Anbietern unterstützt wird.

## Aktuellen Betreiber feststellen
Durch Wählen der folgenden Nummern erhält man eine kostenlose Ansage mit der Information über die aktuelle Betreiberwahl.
in Deutschland:
- 031-0 bei Fernverbindungen
- 031-1 bei Ortsverbindungen

in der Schweiz:
- 0868 868 868

in Österreich:
- 0621 0000